# SuperCard
SuperCard war eine Mac-OS-Entwicklungsumgebung der US-amerikanischen Firma Solutions Etcetera. SuperCard beruhte auf dem Karteikartenprinzip (engl.: stack), das bereits bei Apples Entwicklerwerkzeug HyperCard Anwendung fand. Informationen in Form von Textdaten, Bildern, Filmen oder Audiodateien konnten mit Hilfe von SuperCard dargestellt und verwaltet werden. Somit konnte SuperCard als Datenbankanwendung und Multimediawerkzeug, aber auch als Entwicklungsumgebung für Software-Prototypen eingesetzt werden.
Befehle und Funktionen innerhalb von SuperCard wurden in der Skriptsprache „SuperTalk“ formuliert. Diese Skriptsprache zählte zu der Familie der objektorientierten Sprachen der 4. Generation. Dort wiederum zählte sie zu den Interpreter-, Skript- oder auch Makrosprachen. Hierzu zählen u. a. auch HyperTalk, RealBasic, Transscript (früher MetaTalk), AppleScript und weitere xTalk-Dialekte.
Im Gegensatz zu HyperCard unterstützte SuperCard Apples Betriebssystem Mac OS X.

## Geschichte
SuperCard wurde 1989 von Bill Appleton, dem Autor von WorldBuilder als ein besseres HyperCard für Silicon Beach Software geschrieben. 1990 wurde die Firma von Aldus gekauft. 1994 wurde SuperCard von der Firma „Allegiant Technologies“, bestehend aus früheren SuperCard-Entwicklern, gekauft. Im Dezember 1994 wurde eine erste PowerPC-optimierte Version herausgegeben.
Trotz ersten Erfolgen wie der Veröffentlichung eines SuperCard Browser-Plugins für Macintosh und Windows stellte Allegiant die Geschäfte 1998 ein und verkaufte SuperCard an die Firma IncWell DMG, einen Benutzer der SuperCard-Technik. 2002 kauften die Entwickler, die für IncWell SuperCard entwickelt hatten, der Firma das Programm ab und setzten die Entwicklung selbständig unter dem Firmennamen „Solutions Etcetera“ fort.
Im April 2024 wurden die SuperCard-Website und die Website der Muttergesellschaft abgeschaltet. Damit ging die 36-jährige Geschichte des Produkts zu Ende.

## Verwandte Produkte
Allegiant brachte eine Reihe SuperCard-verwandter Produkte heraus. Neben dem Netzwerk-Kommunikationstool „Marionet“ gab es hier auch noch ein SuperCard Browser-Plugin namens „Roadster“, und eine auf SuperCard basierende CGI-Entwicklungsumgebung namens Flamethrower.